# Pinson (Alabama)
Pour les articles homonymes, voir Pinson (homonymie).
Pinson est une ville américaine située dans le comté de Jefferson dans l'État de l'Alabama.
La ville est d'abord appelée Hagood's Crossroads, en l'honneur de Zachariah Hagood. Elle est renommée Mount Pinson dans les années 1830 par des commerçants originaires de Pinson (Tennessee) (en). Elle est incorporée en tant que city le 2 avril 2004.
Pinson compte 7 438 habitants en 2015, soit une légère baisse par rapport aux 7 462 habitants recensés en 2010. La municipalité s'étend sur 10,13 milles carrés (26,24 km2), dont 10,10 milles carrés (26,16 km2) de terres.

## Démographie
| 1990   | 2000  | 2010  |
| ------ | ----- | ----- |
| 10 987 | 5 033 | 7 163 |